# Hafen (Osnabrück)

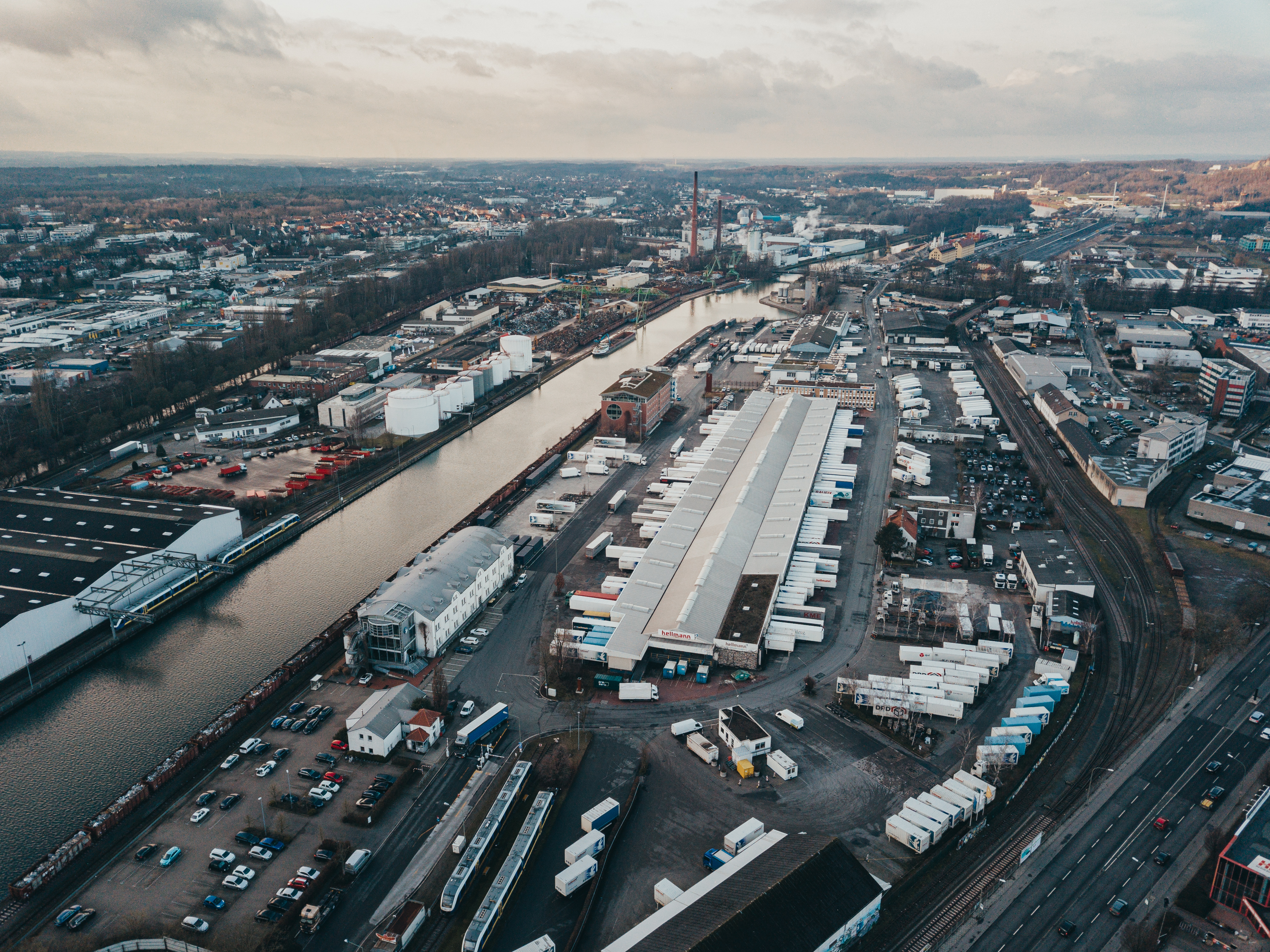
Luftbild des Osnabrücker Stadthafens, Blickrichtung Nordwest

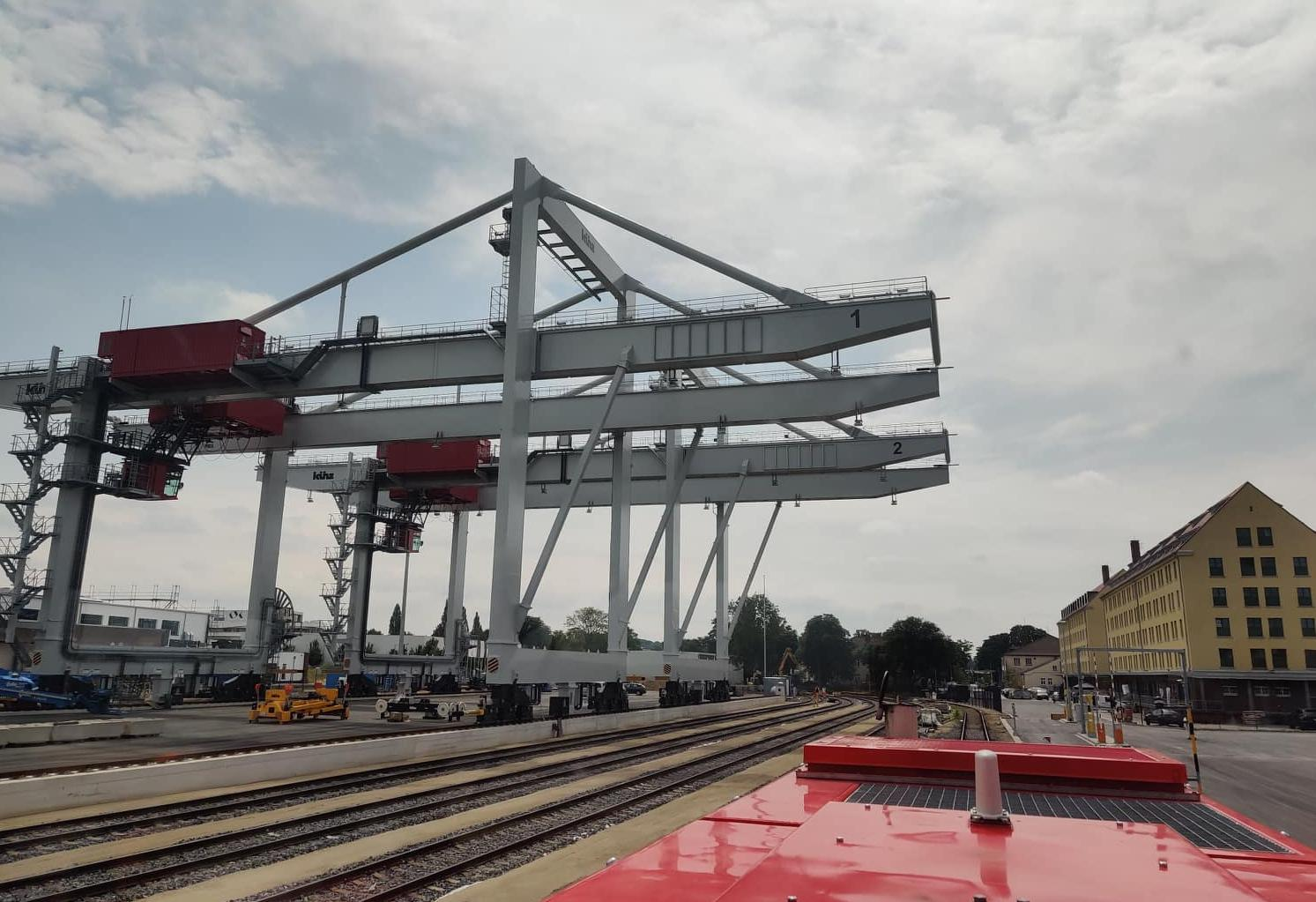
Containerterminal 2021 kurz vor der Fertigstellung

Hafen ist ein Stadtteil von Osnabrück. Er liegt im Nordwesten der Stadt und zählte Ende 2022 2687 Einwohner. Er umfasst dabei eine Fläche von 406,24 Hektar. Kern des Stadtteils ist der Osnabrücker Stadthafen, ein Binnenhafen am Stichkanal Osnabrück, um den sich eines der beiden größten Industrie- und Gewerbegebiete der Stadt gebildet hat. An den Rändern des Stadtteils ist auch Wohnbebauung zu finden.
Im Hafengebiet wurden 2004 1,28 Millionen Tonnen Güter umgeschlagen, davon entfielen 629.000 Tonnen auf den Schiffsverkehr. 2008 wurden 1,24 Millionen Tonnen umgeschlagen, 2009 brach der Umschlag ein.
Als größter natürlicher Wasserlauf fließt die Hase auf rund vier Kilometern durch den Stadtteil in Richtung Norden. Hinzu kommt die Nette, die das Hafenbecken in einem Düker unterquert und südlich der Römereschstraße in die Hase mündet.

## Geschichte
Ursprünglich befanden sich im Gebiet des heutigen Stadtteils Hafen Niederungsgebiete der Hase. Im Jahr 1808 entstand die Papiermühle von Wilhelm Quirll direkt am Fluss. Bis heute wird durch das Unternehmen Kämmerer an jenem Standort Papier produziert. Ansonsten wurde das Gebiet zunächst extensiv genutzt, vor allem als Übungsplatz der Hannoverschen und später Preußischen Armee. Im Jahr 1856 wurde die Hannoversche Westbahn durch das Gebiet gebaut, auf einigen Kilometern parallel zur Hase.
Im Zeitraum 1906 bis 1915 wurde der erste Abschnitt des Mittellandkanals gebaut. Aus finanziellen und technischen Gründen wurde der Kanal dabei nicht, wie ursprünglich vorgesehen, direkt durch Osnabrück gebaut, sondern in einem Abstand von rund 15 Kilometern nördlich um die Stadt herumgeführt. Trotzdem wollte man auch die aufstrebende Industrie Osnabrücks von den günstigen Transportbedingungen des Schiffsverkehrs profitieren lassen. Da die Hase als größtes Fließgewässer der Stadt jedoch nicht schiffbar ist, entschied man sich 1905, einen Stichkanal zu errichten. Die gleiche Lösung wurde später auch für die Städte Hildesheim und Salzgitter umgesetzt. Der Stichkanal Osnabrück führt vom Ausgangspunkt des Osnabrücker Hafens nördlich des Stadtzentrums, weitgehend parallel zur Hase, nach Bramsche, wo er zum Mittellandkanal stößt. 1912 wurde mit der Erschließung des Hafengeländes und der Aushebung des Hafenbeckens begonnen, zuvor hatte man die Hase auf einem mehrere Kilometer langen Abschnitt begradigt. 1915 wurde die Hafenbahn in Betrieb genommen. Am 3. April 1916 lief der erste Schleppkahn, von Bremen über Minden kommend, mit einer Ladung von 475 t Hafer im Hafen Osnabrück ein. Zu beiden Seiten des Hafenbeckens siedelten sich fortan zahlreiche Industrie- und Gewerbebetriebe an. Ursprünglich war angedacht, den Zweigkanal bis zum Eisenwerk Georgsmarienhütte südlich von Osnabrück zu verlängern, was indes ebenfalls aus Kostengründen verworfen wurde.

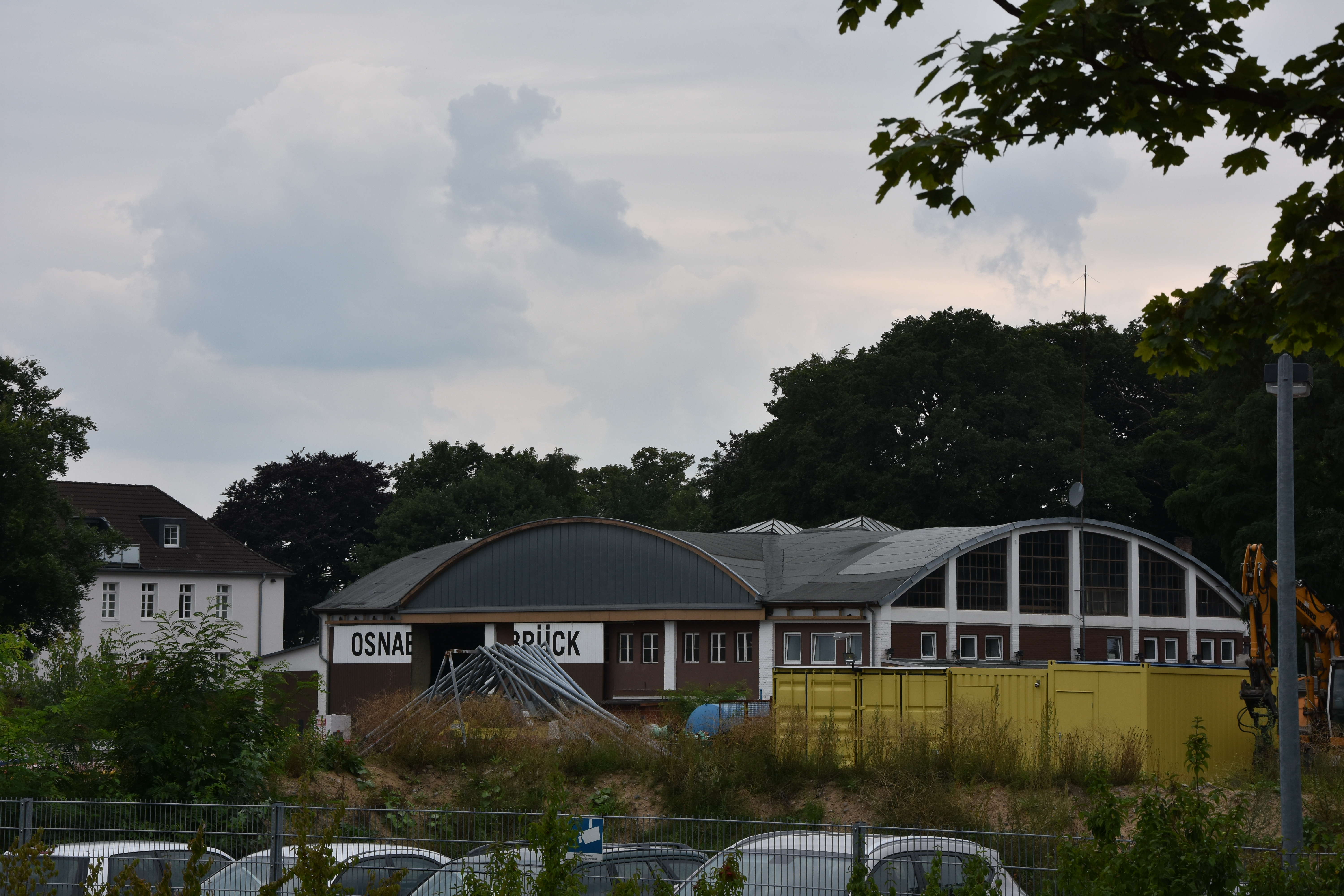
Hangar des Flugplatzes Netter Heide aus 1914

Im Jahr 1911 war außerdem der Flugplatz Netter Heide eröffnet worden. Er wurde auf einer bis dahin als Exerzierplatz genutzten Fläche zwischen dem späteren Hafengelände und dem Stadtteil Haste gebaut. Als Überbleibsel des Flugplatzes ist der 1914 errichtete Hangar als heute wohl älteste noch stehende Flugzeughalle Deutschlands erhalten. Außerdem erinnert die Benennung einer Straße „Alte Landebahn“ an ihn.
Im Jahr 1935 wurde der Flugplatz geschlossen und auf dem Gelände die Winkelhausenkaserne und ein Heeresverpflegungsamt für die Wehrmacht errichtet. Nach Ende des Zweiten Weltkriegs wurde die Kaserne kurzzeitig als Lager für Displaced Persons genutzt. Anschließend übernahm sie die Britische Rheinarmee und führte sie unter dem Namen Roberts Barracks als Teil der Garnison Osnabrück. Nachdem die britischen Streitkräfte die Stadt bis 2008 verlassen hatten, entwickelten sich auf dem Gelände im Rahmen eines Konversionsprozesses diverse Nachnutzungen. Der südliche und östliche Teil des Kasernengeländes wurde in ein Gewerbegebiet umgewidmet, während im westlichen Teil bis 2021 ein Containerterminal für den Kombinierten Verkehr Straße – Schiene entstanden ist. In mehreren alten Speicherbauten des Heeresverpflegungsamtes am südlichen Ende der Fläche haben sich 2019 Kultur- und Gastronomienutzungen angesiedelt. Ziel ist hier die Entwicklung eines zusammenhängenden Kreativquartiers.

### Einwohnerentwicklung
Die Einwohnerentwicklung des Stadtteils Hafen:
| Datum             | Einwohner |
| ----------------- | --------- |
| 31. Dezember 2004 | 2477      |
| 31. Dezember 2005 | 2453      |
| 31. Dezember 2006 | 2372      |
| 31. Dezember 2007 | 2373      |
| 31. Dezember 2008 | 2358      |

| Datum             | Einwohner |
| ----------------- | --------- |
| 31. Dezember 2009 | 2321      |
| 31. Dezember 2010 | 2267      |
| 31. Dezember 2011 | 2281      |
| 31. Dezember 2012 | 2270      |
| 31. Dezember 2013 | 2211      |

| Datum             | Einwohner |
| ----------------- | --------- |
| 31. Dezember 2014 | 2179      |
| 31. Dezember 2015 | 2360      |
| 31. Dezember 2016 | 2486      |
| 31. Dezember 2017 | 2678      |
| 31. Dezember 2018 | 2639      |

| Datum             | Einwohner |
| ----------------- | --------- |
| 31. Dezember 2019 | 2595      |

## Verkehr

### Wasserweg

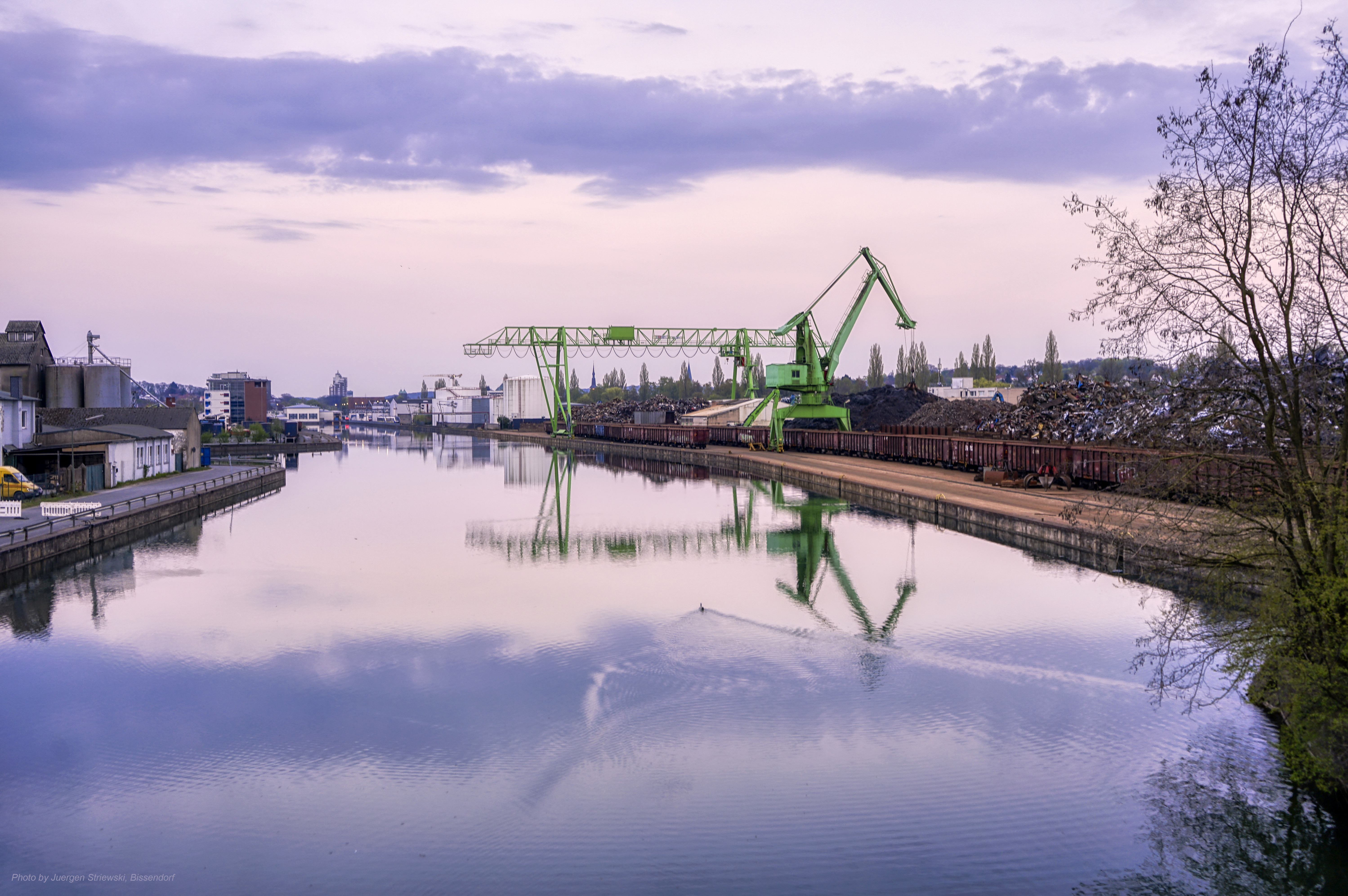
Hafen von der Römereschstraße, Blickrichtung Süd

Der Hafen ist durch den Stichkanal Osnabrück (auch Zweigkanal Osnabrück) mit dem Mittellandkanal verbunden. Der Kanal ist als Bundeswasserstraße der Klasse IV ausgewiesen. Es gibt Umschlagmöglichkeiten für Stück- und Schüttgut (jedoch nicht für ISO-Container), sowie einen Ölhafen. Seit 2007 wird auf dem Stichkanal wieder Personenschifffahrt in Form eines Fahrgastschiffes betrieben, hinzu kommt die Nutzung durch Wassersportler.

### Straße

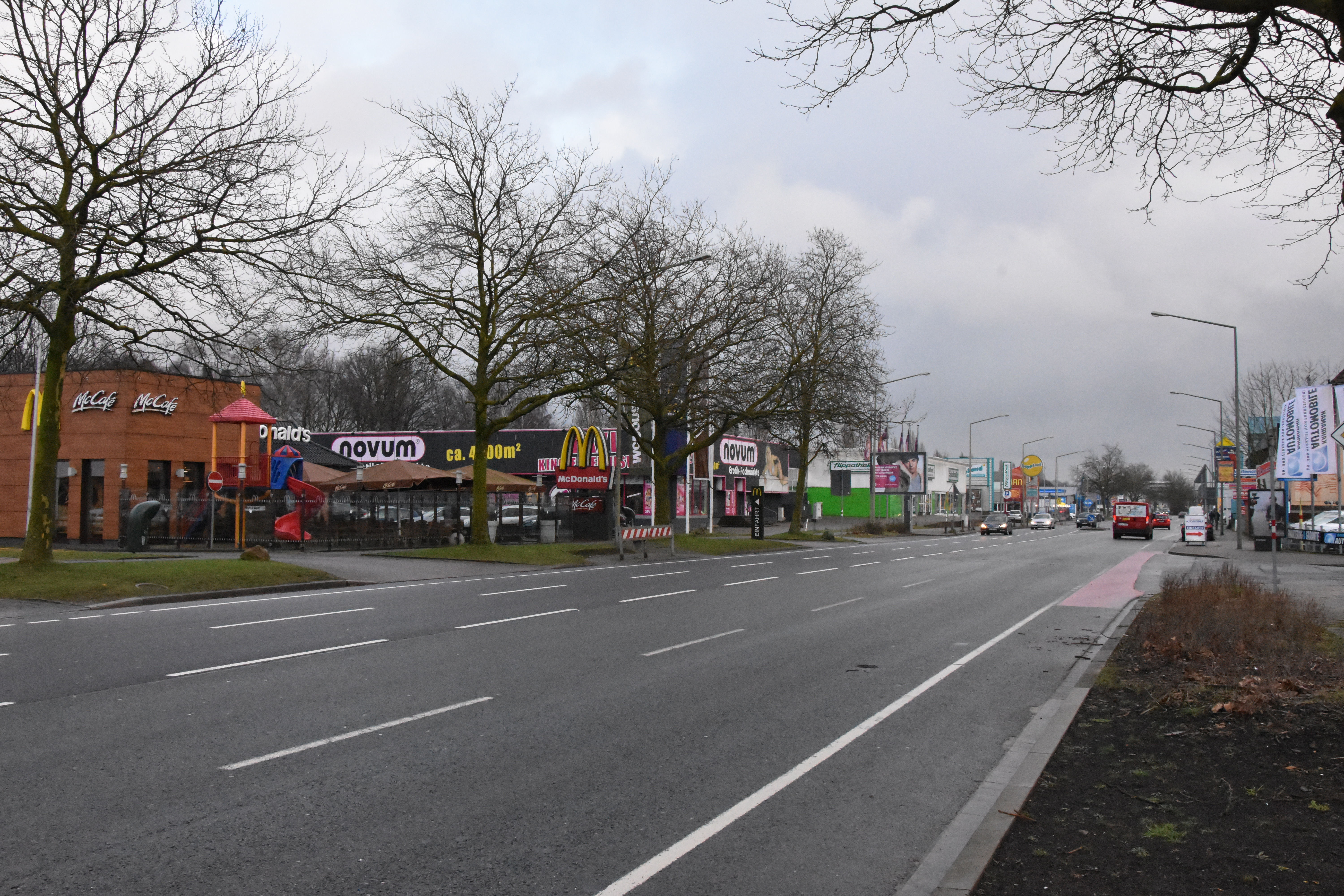
Pagenstecherstraße

Als mehrspurige Ein- und Ausfallstraßen führen die Pagenstecherstraße und die Hansastraße (Bundesstraße 68) durch den Stadtteil. An der Autobahn 1 existiert eine eigene Anschlussstelle Osnabrück-Hafen. Die wichtige Tangentialverbindung Römereschstraße durchschneidet das Hafengebiet von West nach Ost und überquert das Hafenbecken mittels einer Brücke. Weiter nördlich, auf Höhe der Schleuse Haste, existiert eine weitere Straßenbrücke über den Kanal.

### Schiene

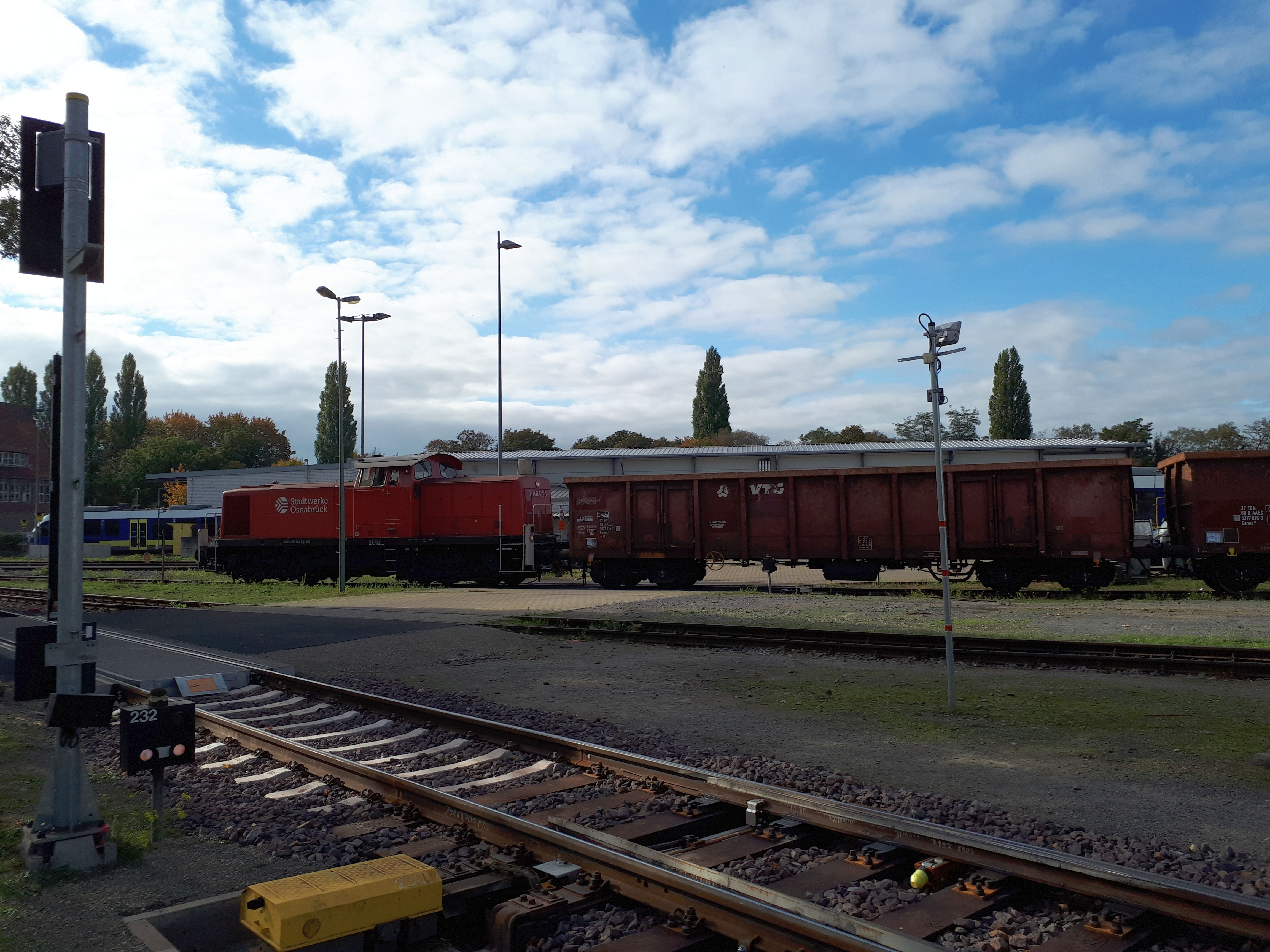
Hafenbahn

Die mehrere Kilometer Gleise umfassende Hafenbahn wird durch die Stadtwerke Osnabrück betrieben. Sie ist im Süden durch ein Verbindungsgleis an die Bahnstrecke Löhne–Rheine und den Hauptbahnhof angeschlossen. Im Norden erfolgte 2011 der Bau eines Verbindungsgleises zum Zechenbahnhof Piesberg, dadurch besteht eine weitere Anbindung der Hafenbahn an das übergeordnete Gleisnetz über die schon 1857 eröffnete Piesberger Zechenbahn.
Vom Zechenbahnhof aus führen die Osnabrücker Dampflokfreunde Museumsfahrten mit historischem Zugmaterial durch. Dabei wird auch ein Ostbahnhof genannter Haltepunkt im Hafen auf Höhe der Römereschstraße angefahren.

### Nahverkehr
Im Bereich der Bramscher Straße gab es von Mitte der 1920er bis Ende der 1950er Jahre eine Anbindung an die Straßenbahnlinie 2, die von Haste über Bramscher Straße, Hasetor, Nikolaiort, Neumarkt zum Schölerberg fuhr. Heute wird der Stadtteil durch Stadtbuslinien vor allem über die Natruper und Bramscher Straße, den Fürstenauer Weg sowie die Römereschstraße erschlossen.

## Öffentliche Einrichtungen
Öffentliche Einrichtungen im Stadtteil sind:
- Die Autobahn GmbH des Bundes – Außenstelle Osnabrück
- Deutsche Bundesstiftung Umwelt (DBU)
- Hauptzollamt Osnabrück, Dienstort Piesberger Straße
- Johanniter-Unfall-Hilfe e. V. (JUH) – Ortsverband Osnabrück
- Landesamt für Steuern Niedersachsen – Finanzamt Osnabrück-Land
- Landschaftsverband Osnabrücker Land
- Regionales Landesamt für Schule und Bildung Osnabrück
- Polizeiinspektion Osnabrück – Polizeiwache Winkelhausenstraße

## Unternehmen
Zu den im Stadtteil Hafen ansässigen Unternehmen gehören:
- Auto Weller, Automobilhandel
- Heinrich Fip, Mineralölhandel
- Hellmann Worldwide Logistics, international tätige Spedition
- Kämmerer, Papierhersteller
- Paracelsus-Kliniken, Krankenhausgruppe
- Q1 Energie, Energieunternehmen
- Sievert, Baustoffhandel
- Vereinigte Volksbank Bramgau Osnabrück Wittlage, Genossenschaftsbank
- WM SE, Großhandel für Fahrzeugteile